# 村山元展
村山 元展（むらやま もとのぶ、1957年 - ）は、日本の農学者。元高崎経済大学学長。専門研究分野は農業経済学。農学博士（東京大学）。

## 来歴
大分県出身。1980年3月岩手大学農学部卒業、1982年3月同大学大学院農学研究科修士課程修了、1991年3月東京大学大学院農学系研究科博士課程修了。日本における自治体農政の現状と問題点や、国と自治体の政策のありかたなどに詳しい。
1991年東京大学農学博士。論文は「計画的市街地形成と農地保全制度に関する研究」。
1989年10月財団法人日本農業研究所研究員、1996年4月高崎経済大学地域政策学部助教授、2003年4月同大学教授、2013年4月高崎経済大学副学長を経て、2017年4月から2021年3月まで同大学学長。

## 主な著書
- 『地方分権と自治体農政』（2006年・日本経済評論社）